# Origins Award/Computerspiele
Diese Liste enthält die Preisträger des Origins Award für Computerspiele.
1980 wurde zum ersten Mal ein Origins Award für ein Computerspiel vergeben. Zwischen 1981 und 1985 wurde das beste Heimcomputer-Adventure prämiert. Ab 1986 gab es mehrere Preise
- für das beste Strategie- oder Kriegsspiel
- für das beste Fantasy- oder Science-Fiction-Spiel (ab 1997 stattdessen bestes Actionspiel und bestes Computerrollenspiel)
- für die beste Grafik (1986 bis 1988)

Ab 2000 wurden keine Origins Awards für Computerspiele vergeben.

## Bestes Computerspiel
| Jahr | Spiel            | Entwickler | Publisher             |
| ---- | ---------------- | ---------- | --------------------- |
| 1980 | Temple of Apshai |            | Automated Simulations |

## Bestes Adventure für Heimcomputer
| Jahr | Spiel                              | Entwickler                       | Publisher               |
| ---- | ---------------------------------- | -------------------------------- | ----------------------- |
| 1981 | Eastern Front 1941                 | Chris Crawford                   | Atari Program Exchange  |
| 1982 | Wizardry 2: The Knight of Diamonds | Andrew Goldberg, Robert Woodhead | Sir-Tech                |
| 1983 | Knights of the Desert              |                                  | SSI                     |
| 1984 | Carriers at War                    |                                  | Strategic Studies Group |
| 1985 | Silent Service                     | Sid Meier                        | Microprose              |

## Bestes Kriegs- oder Strategiespiel
| Jahr | Spiel                         | Entwickler                              | Publisher           |
| ---- | ----------------------------- | --------------------------------------- | ------------------- |
| 1986 | Gettysburg, the Turning Point |                                         | SSI                 |
| 1987 | Stealth Fighter               | Jim Synosid, Arnold Hendrick            | Microprose          |
| 1988 | F-19 Stealth Fighter          | Sid Meier                               | Microprose          |
| 1989 | SimCity                       | Will Wright                             | Maxis               |
| 1990 | Populous                      |                                         | Electronic Arts     |
| 1991 | Sid Meier’s Civilization      | Sid Meier                               | Microprose          |
| 1992 | V for Victory                 |                                         | Three-Sixty Pacific |
| 1993 | Seven Cities of Gold          | Bill Bunten, Dan Bunten, Michael Kosaka | Electronic Arts     |
| 1994 | SimCity 2000                  | Fred Haslam, Will Wright, Jenny Martin  | Maxis               |
| 1995 | Panzer General                |                                         | SSI                 |
| 1996 | Wooden Ships & Iron Men       | Mike Daninnella                         | Avalon Hill         |
| 1997 | Sid Meier’s Gettysburg!       | Sid Meier, Jeff Briggs, Brian Reynolds  | Firaxis             |
| 1998 | StarCraft                     |                                         | Blizzard/Havas      |
| 1999 | Sid Meier’s Alpha Centauri    | Sid Meier, Brian Reynolds               | Firaxis             |

## Bestes Fantasy- oder Science-Fiction-Computerspiel
| Jahr | Spiel                                 | Entwickler                                       | Publisher       |
| ---- | ------------------------------------- | ------------------------------------------------ | --------------- |
| 1986 | The Bard’s Tale II                    |                                                  | Electronic Arts |
| 1987 | Pirates!                              | Sid Meier                                        | Microprose      |
| 1988 | Pool of Radiance                      |                                                  | SSI             |
| 1989 | Curse of the Azure Bonds              |                                                  | SSI             |
| 1990 | Wing Commander                        |                                                  | Origin Systems  |
| 1991 | Wing Commander II                     |                                                  | Origin Systems  |
| 1992 | Ultima Underworld: The Stygian Abyss  |                                                  | Origin Systems  |
| 1993 | Star Wars: X-Wing                     |                                                  | LucasArts       |
| 1994 | Doom 2: Hell on Earth                 |                                                  | id Software     |
| 1995 | MechWarrior 2                         | Tom Doud, Sean Vesce, John Spinale, Josh Resnick | Activision      |
| 1996 | Master of Orion II: Battle at Antares | Steve Barcia, Ken Burd                           | Microprose      |

## Bestes Computer-Rollenspiel
| Jahr | Spiel                                                 | Entwickler | Publisher             |
| ---- | ----------------------------------------------------- | ---------- | --------------------- |
| 1997 | Final Fantasy VII                                     |            | Eidos                 |
| 1998 | Baldur’s Gate                                         |            | Interplay             |
| 1999 | Baldur’s Gate: Die Legenden der Schwertküste (Add-on) |            | Interplay Productions |

## Bestes Actionspiel
| Jahr | Spiel                     | Entwickler                                                                          | Publisher             |
| ---- | ------------------------- | ----------------------------------------------------------------------------------- | --------------------- |
| 1997 | Tomb Raider               |                                                                                     | Square Software/Eidos |
| 1998 | Star Wars: Rogue Squadron |                                                                                     | LucasArts             |
| 1999 | MechWarrior 3             | Graham Kays, Michael Mancuso, Erol Oms, Rob Sears, George Sinfield, Brian Soderberg | Microprose            |

## Beste Grafik in einem Heimcomputerspiel
| Jahr | Spiel                | Grafiker     | Publisher  |
| ---- | -------------------- | ------------ | ---------- |
| 1986 | Gunship              |              | Microprose |
| 1987 | Pirates!             | Michael Hair | Microprose |
| 1988 | F-19 Stealth Fighter | Sid Meier    | Microprose |